# Инвестиционный бюджет
Инвестиционный бюджет — бюджет, в котором отражаются все притоки и оттоки денежных средств по инвестиционной деятельности предприятия, является частью сводного бюджета.

## Содержание
В инвестиционный бюджет могут включаться:
- те мероприятия, которые предусмотрены стратегическим планом развития (см. Стратегический менеджмент);
- проекты, которые должны быть выполнены по требованию государственных органов управления;
- проекты, связанные с реализацией текущих бюджетов;
- проекты, которые направлены на ликвидацию последствий чрезвычайных ситуаций.

Все мероприятия можно разделить на продолжение начатых и вновь начинаемые проекты.
Инвестиционный бюджет также включает портфельные инвестиции, если это предусмотрено стратегией развития компании в предстоящий бюджетный период.
При составлении инвестиционного бюджета тщательно  анализируются финансовые возможности компании, которые направлены на финансирование инвестиционных проектов, с обязательным разделением по источникам финансирования. В инвестиционный бюджет включаются только те проекты, которые могут быть профинансированы. Если финансовые ресурсы ограничены, приходится выбирать, и предпочтение отдают:
1. проектам, направленным на удовлетворение  требований государственных органов;
2. проектам, отказ от реализации которых может вызвать остановку работы предприятия;
3. уже начатым проектам.

По уже начатым проектам суммы определяются исходя из тех работ, которые запланированы на данный бюджетный период, с учётом ранее выполненных работ. По каждому инвестиционному проекту, который включается в бюджет, должен быть указан источник, за счёт которого данный проект будет профинансирован.
Итоги по инвестиционному бюджету учитываются при составлении бюджета ДДС и при составлении баланса.